# Szibilla jeruzsálemi királynő
Szibilla (1160 körül – 1190. július 25.) Jaffa és Aszkalon grófnője 1176-tól 1186-ig, illetve Jeruzsálem társuralkodó királynője 1186-tól egészen haláláig.

## Származása és ifjúkora
Szibilla hercegnő 1160 környékén született Amalrik jaffai és aszkaloni gróf és Courtenay Ágnes házasságából, a legidősebb gyermekként. Két édestestvére volt, a leprás Balduin herceg és egy csecsemőkorban elhalálozott leány.
1162-ben Amalrik gróf lett Jeruzsálem királya, ám hogy a trónt megszerezze, el kellett válnia Ágnes grófnétól, mivel ők ketten távoli rokonságban álltak. Szibilla így elvesztette az édesanyját, és hogy ezt valamelyest kárpótolják, nagynénjéhez, Ioveta jeruzsálemi királyi hercegnőhöz, a betániai Szent Lázár rend apátnőjéhez küldték tanulni. Ioveta hercegnő II. Balduin király legifjabb leányaként született, és húga volt Jeruzsálem első királynőjének, Melisendának. Felügyelete alatt Szibillát egyházi szokásokba avatták be, és megismertették vele a Bibliát.

Amikor Ioveta apátnő 1163-ban elhunyt, Szibilla hazatért édesapja udvarába. 1167-ben Amalrik újranősült – Mária Komnéna bizánci hercegnőt vette el, így alapozva meg az ország számára előnyös és fontos bizánci szövetséget. Mária királynétól egyetlen, felnőttkort megélő gyermeke született, Izabella hercegnő. Az új házasság ellenére Szibilla és Balduin továbbra is jogot formálhattak a jeruzsálemi trónra, sőt, Balduin leprája ellenére is megmaradt trónörökösi pozíciójában.
1169-ben Amalrik király elküldte Frederick de la Roche-t, Türosz érsekét egy európai diplomáciai útra. A cél az volt, hogy de la Roche támogatókat szerezzen a keresztes államoknak, ezenfelül pedig találjon megfelelő férjet Szibilla számára. Mivel Balduin a betegsége miatt nem számíthatott hosszú életre, ráadásul utódai sem születhettek, így Szibilla házassága kulcsfontosságúnak bizonyulhatott abban az esetben, ha ő lesz a királynő. Arra, hogy fiúörökös híján a király legidősebb leánya lett az uralkodónő, míg férje társuralkodó király lett, már volt példa: Szibilla nagyszülei, Fulko és Melisenda is így uralkodtak közel tíz éven keresztül.

De la Roche meggyőzte I. István sancerre-i grófot, egy jó kapcsolatokkal rendelkező fiatal francia nemest, hogy vegye el feleségül Szibillát. A gróf el is utazott a Szentföldre, ám nem sokkal a Jeruzsálembe való megérkezte után ismeretlen okokból megváltoztatta döntését, és hazatért Franciaországba.

### Házasságai
1174-ben, Amalrik halála után Balduin lépett a trónra, először Miles de Plancy, majd III. Rajmund tripoliszi őrgróf régenskedése mellett. 1175-ben III. Rajmund tárgyalásokat kezdett Montferrati Vilmossal, V. Vilmos montferrati gróf fiával, VII. Lajos francia király és I. Frigyes német-római császár első unokatestvérével. Vilmos 1175 októberében érkezett a Szentföldre, hogy feleségül vegye Szibillát. Az esküvőre 1176-ban került sor, Vilmos és Szibilla pedig megkapta a jaffai és aszkaloni grófi címet, amely Amalrik óta tulajdonképpen a trónörökösi pozíciót jelentette. A grófságot ezelőtt Szibilla édesanyja, Ágnes edesszai grófnő uralta.
1177 júniusában azonban Vilmos meghalt valamilyen betegségben, özvegyen hagyva Szibillát és egyetlen gyermeküket, Balduint; Jaffa és Aszkalon grófsága pedig így teljes egészében Szibilla uralma alá tartozott.
Az özvegy hercegnő férje elhunytával újra a csatázó nemesurak érdeklődésének középpontjába került, hiszen ő (és férje) továbbra is a trón várományosának számított, IV. Balduin halála pedig egyre közeledett. Vilmos halálát követően nem sokkal Fülöp flamand gróf – aki egyébként apai ágon első unokatestvére volt Szibillának – elutazott a Jeruzsálemi Királyságba azzal a szándékkal, hogy Szibillát hozzáadja egyik hűbéreséhez. Ha terve valóra vált volna, Fülöp az ellenőrzése alá vonhatta volna a királyságot. A bárói tanács azonban – Ibelin Balduin vezetésével – ellenezte a gróf szándékait, aki így kénytelen volt Antiochiában folytatni hatalomszerző vállalkozását.
Szibilla egészen 1180-ig nem házasodott meg újra. Ezt Türoszi Vilmos, IV. Balduin tanítója és a Jeruzsálemi Királyság történetének megírója összefüggésbe hozza az ország akkori legbefolyásosabb családjainak egyikével, az Ibelinekkel. Minden valószínűség szerint Szibilla beleszeretett Ibelin Balduinba, aki özvegyember lévén ugyan elérhető lett volna Szibilla számára, ám közel kétszer olyan idős volt, mint a hercegnő és 1179-ben Szaladin elfogatta és börtönbe vetette. Az egyiptomi és szír szultán hatalmas váltságdíjat követelt Balduinért, amit az Ibelinek nem voltak képesek kifizetni; Balduin mégis kiszabadult, mivel megígérte Szaladinnak, hogy utólag fogja törleszteni a váltságdíjat.

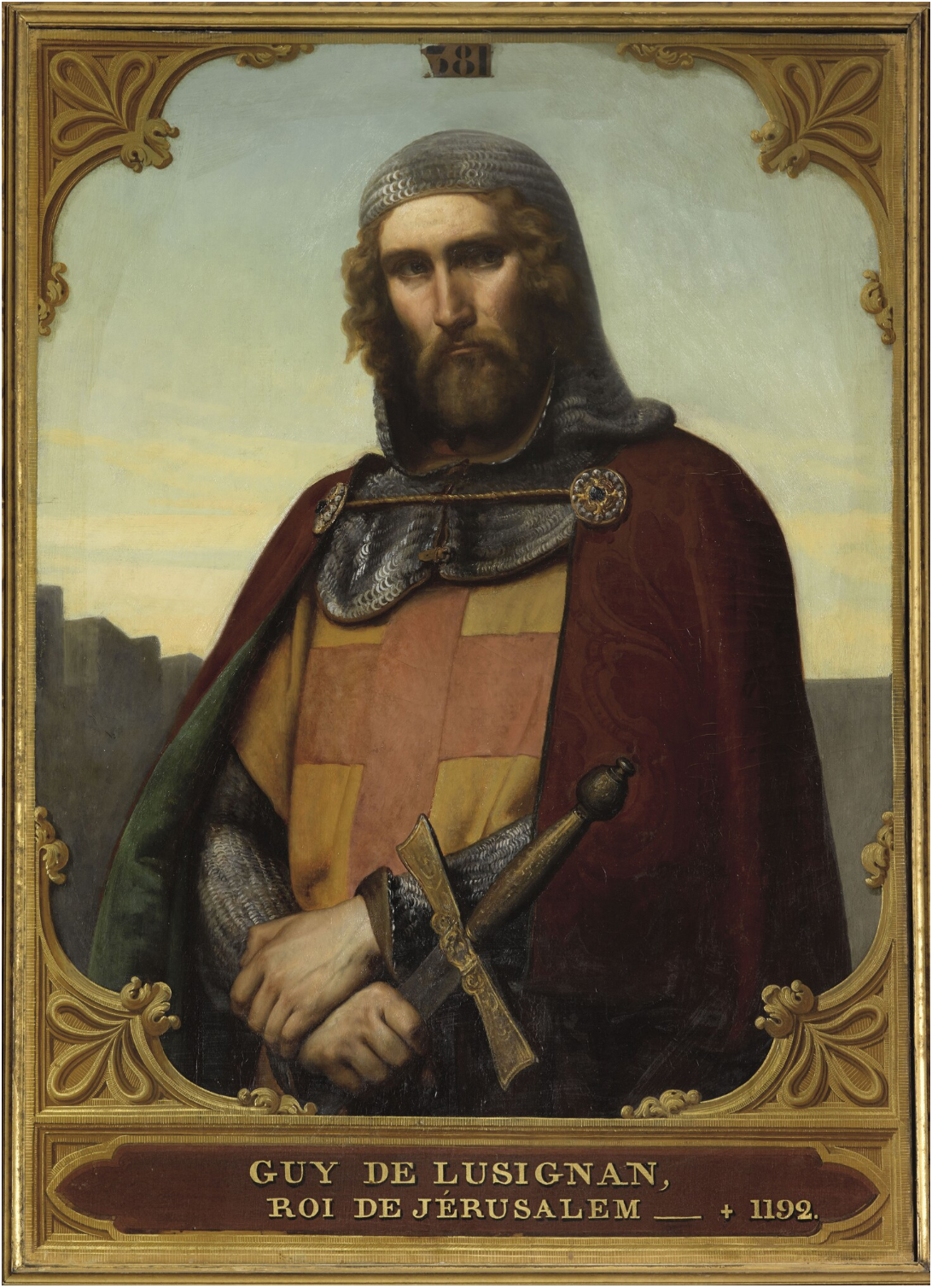
Lusignani Guido

Balduint szabadulása után a bizánci császári udvarba küldték, hogy követségben járjon I. Mánuel császárnál a jeruzsálemi anyakirályné, született Mária Komnéna bizánci hercegnő ügyében, aki Amalrik özvegyeként Nablusz várában élt egyetlen leányával, Izabellával. Ágnes grófné közben rávette IV. Balduint, hogy Szibillát adja feleségül az újonnan a Szentföldre érkezett francia lovaghoz, Guy de Lusignanhoz (magyarul Lusignani Guidóhoz). Lusignani Guidó fivére Jeruzsálem várkapitánya, Lusignani Imre volt, és fontos kapcsolatokkal rendelkezett mind Angliában, mind Franciaországban. Ágnes grófné – az Ibelinekkel a háta mögött – ezzel a házassággal akart felülkerekedni III. Rajmundon és Türoszi Vilmoson, akik IV. Balduint a Szaladinnal való békekötés felé terelgették. Mivel Ibelin Balduin Konstantinápolyban tartózkodott, nem tudta megakadályozni Szibilla házasságát. Szibillának jóformán semmi beleszólása nem volt az ügybe, így 1180 nyarán feleségül kellett mennie a nála nem sokkal fiatalabb Lusignani Guidóhoz. Az Ibelin család mindenesetre jól járt a friggyel, mert hamar kiviláglott, hogy Guidó az ő pártjukhoz húz.
Szibilla és Guido házassága azonban már a kezdetektől fogva nagy nemtetszést váltott ki Türoszi Vilmosból. Ő azt szerette volna, ha Szibilla III. Hugó burgund herceg neje lesz, ám így terve füstbe ment. III. Rajmund és III. Bohemund antiochiai fejedelem Ibelin Balduint szánta a hercegnő házastársának, de a király beleegyezett Guidó és a nénje frigyébe, mivel Guidó bátyja hűségesen szolgálta az uralkodót, ráadásul így megnőtt az esélye annak, hogy a remek kapcsolatokkal rendelkező francia nemes elősegíti egy újabb keresztes hadjárat indítását a Szentföldre. És erre – mivel a Thomas Becket meggyilkolása  miatt kerekedett botrány már lecsendesülőben volt – igen sok remény volt, lévén hogy Guidó egyaránt hűbérese volt II. Fülöp francia királynak és II. Henrik angol királynak, Szibilla unokatestvérének is.
Szintén 1180-ban IV. Balduin feleségül adta nyolcéves féltestvérét, Izabellát IV. Toroni Henfridhez. Izabella így egyrészt Ágnes grófné és támogatói, Châtilloni Rajnald és felesége felügyelete alá került, megszüntetve azt a veszélyt, hogy trónkövetelőként lép fel; másrészt a király így gátat vetett az Ibelinek növekvő hatalmának és becsvágyának, ugyanis a család egyik tagja is pályázott Izabella kezére.
Szibillának és Guidónak két leánya született, Aliz és Mária (mindkettőjük születési ideje ismeretlen). Házasságuk után Guidó kapta meg a trónörökösi címet, valamint a király őt tette meg az ország kormányzójának. Guidó azonban hamar eljátszotta IV. Balduin bizalmát azzal, hogy szemet hunyt, sőt, segítette Châtilloni Rajnald muszlim karavánok ellen irányuló támadásait. Ráadásul Guidó tiszteletlenül bánt a haldokló királlyal, és amikor IV. Balduin 1183-ban parancsot adott egy várostrom visszaverésére, Guidó egyszerűen nem tett eleget az utasításnak. Az uralkodó válaszként elvette Guidótól trónörökösi pozícióját és kormányzói rangját, és 1183. november 20-án saját társuralkodójává koronázta unokaöccsét, Montferrati Balduint, Szibilla első házasságából született gyermekét. Az új régens III. Rajmund lett. aki egyszer már betöltötte ezt a pozíciót.
1184-ben a király megpróbálta felbontani Szibilla házasságát, azonban Guidó és Szibilla Aszkalonba menekültek, ahova a király keze már nem ért el. Annak ellenére, hogy Guido kegyvesztett lett az udvarban, Szibillára ez nem terjedt ki.
Mindeközben Szaladin egyre nagyobb fenyegetést gyakorolt a Jeruzsálemi Királyságra, és nyilvánvalóvá vált, hogy a végső ütközetre hamarosan sok kerül. 1184-ben, Akkonban meghalt Ágnes grófné, majd 1185. március 16-án, hosszú szenvedés után IV. Balduin király is eltávozott, alig hétéves unokaöccsére hagyva a királyságot.

### Trónöröklése
V. Balduin gyenge egészségű, betegeskedő gyermek volt, aki helyett régense, III. Rajmund és testőre, III. Joscelin edesszai gróf gyakorolták a tényleges hatalmat. A király nagyapja, Szibilla apósa, V. Vilmos montferrati gróf nem sokkal IV. Balduin halála után megérkezett az országba, hogy unokája segítségére legyen.
IV. Balduin rendelkezése értelmében ha V. Balduin fiatalon, utód nélkül hunyna el, akkor az angol és a francia királynak, illetve a német-római császárnak és a pápának kellene döntenie Izabella és Szibilla között.
1186-ban, alig egy évnyi uralkodás után V. Balduin elhunyt Akkonban; távozása pedig egészségi állapotát tekintve senkit sem lepett meg. A nagyurak azonnal az utódlás kérdése felé fordultak. A királyi család utolsó olyan tagjaiként, akik egy király gyermekei voltak (tehát nem unokatestvérek vagy egyéb távoli rokonok) Izabella és Szibilla hercegnő egyenlő esélyekkel számíthatott a koronára, annál is inkább, mivel a nemesek és a lovagok mindkettőjük férjében találtak kifogásolni valót.
A királyság így ideiglenes kormányzót kapott, és a Német-római Császárság, Anglia, Franciaország és Róma döntésére vártak.
III. Joscelin és V. Vilmos gróf közben elindultak V. Balduin koporsójával a fővárosba, hogy a Szent Sír templomában helyezzék örök nyugalomra a királyt. A temetésen a királyi testőrség védelme alatt Szibilla is részt vehetett, III. Joscelin jóvoltából. Amíg a király temetési ünnepségei zajlottak a fővárosban, addig III. Rajmund gróf gyűlésre hívta össze a királyság nagyurait. A tanácskozást eleinte Jeruzsálemben akarták tartani, ám a pátriárkától tartva végül Nábluszban, az Ibelinek egyik várában került rá sor. Nabluszba utazott Mária anyakirályné is, és úgy látszott, hogy a kérdés Izabella hercegnő javára fog eldőlni.
Közben azonban Heraclius pátriárka királynővé koronázta Szibillát, mint a szerinte a trónra legalkalmasabb jelöltet. Châtilloni Rajnald azonnal Szibilla pártját fogta, és hatására a nagyurak fokozatosan elismerték Szibillát királynőjüknek. A Szibilla uralmát ellenzők azt hozták fel indokként, hogy Szibilla törvénytelen utód, ugyanis édesanyja sem lett annak idején jeruzsálemi királyné, míg Izabella édesanyja igen. Az egyház azonban Szibillát törvényes uralkodónak és édesapja jogos örökösének tekintette, így a királynő helyzete megerősödött, főleg akkor, amikor Izabella férje hűséget esküdött neki. Szibilla támogatói párhuzamot vontak Melisenda királynő és Szibilla között: II. Balduin halála után Melisenda, a legidősebb leány foglalta el a trónt, és akkor senki nem kérdőjelezte meg legitimitását.

## Uralkodása
Szibillát egyeduralkodóként koronázták meg, és közvetlenül a koronázása előtt maga Szibilla is azt kérte az egyháztól, hogy érvénytelenítse a házasságát, akárcsak a szüleiét; ráadásul utána szabadon választhasson férjet maga számára. Az ok valószínűleg az volt, hogy sokan csak így voltak hajlandóak elfogadni Szibilla uralmát. A bárói tanács egyetértett, ám legnagyobb meglepetésükre az új királynő Guidót választotta férjéül, és társuralkodó királlyá koronázta őt.
A királynő erős támogatókat szerzett édesanyja családja, a Courtenay-ház személyében, akik Edessza urai voltak egészen a grófság elestéig. Szibilla mellett álltak ki továbbá a hűbéresei, valamint a lovagok többsége, hiszen Gérard de Ridefort, a templomosok nagymestere maga is részt vett Szibilla koronázásán. Közben ellenségei, az Ibelinek, Mária anyakirályné, Izabella hercegnő és III. Rajmund között viszály pattant ki, mivel a tripoliszi őrgróf magának akarta megszerezni a koronát.
A királyi pár egyik fő feladata az volt, hogy ellenőrzésük alatt tartsák Szaladin seregeit, és meggátolják a szultán hódításait. Guidó és Châtilloni Rajnald azonban bíztak abban, hogy a lovagok támogatásával elsöprő győzelmet arathatnak Szaladin felett, így továbbra is kirabolták a karavánokat, és minden lehetőséget megragadtak a szaracénokkal való összecsapásokra. Szaladin egy idő után megelégelte ezt, és a hattini csatában, 1187. július 4-én szétverte a királyi sereget. A hadsereg szinte teljes egésze elpusztult, a lovagokat kivégezték, Guidó pedig fogságba esett.
Mária anyakirályné Szaladin seregeinek közeledésére a fővárosba menekült Szibillához. 1187 szeptemberében megkezdődött a támadás a Szent Város ellen, melynek védelmét Szibilla személyesen vezette, Heraclius pátriárka és a Hattínt túlélő Ibelin Balian segédletével. Október 2-án Jeruzsálem megadta magát a többszörös túlerőnek; Szaladin cserébe szabad elvonulást engedélyezett Szibillának és leányainak Tripoliszba. Bár Jeruzsálem elesett, további keresztes városok még tartották magukat, így Szibilla királynői címe is megmaradt.
1188-ban, Damaszkuszban szabadon engedték Guidót, amikor Szaladin rájött, hogy Guido visszatérése újabb belháborúhoz vezet a keresztesek között; ráadásul Guidó lényegesen rosszabb hadvezéri képességekkel rendelkezett mint Montferrati Konrád, aki keresztesek vezetőjének tekintette magát. Szibilla 1189-ben csatlakozott Guidóhoz Tripolisznál, az egyetlen olyan városnál, amit Szaladin még nem hajtott az uralma alá. Guidó éppen a város ostromára készült, ugyanis annak ura, Konrád montferrati gróf, Montferrati Vilmos fivére, azaz Szibilla sógora nem akarta Guidót beengedni a várba és elfogadni őt királyának. Konrád úgy vélte, hogy mint a néhai V. Balduin legközelebbi férfi rokonát, őt illeti meg a trón, és ez ügyben már követeket is küldött Európába.
Guidó és Szibilla pár hónapig a város falain kívül vártak, majd együtt a muszlim kézen levő Akkon alá vonultak, ahol a harmadik keresztes hadjárat résztvevői gyülekeztek.

## Halála
Az ostrom alatt járvány tört ki a katonai táborban. Szibilla is elkapta a kórt, és júliusban vagy augusztusban (valószínűleg július 25-én), 1190-ben meghalt. Két kislánya nem sokkal édesanyjuk halála előtt távoztak el, ugyancsak a járvány következtében.
Szibilla törvényes utódja féltestvére, Izabella lett, I. Izabella néven. A királynő elvált IV. Humphrey-tól, és feleségül ment Montferrati Konrádhoz. Guidó egészen 1192-ig nem ismerte el Izabellát és Konrádot uralkodóknak.
A királynő alakja feltűnik Ridley Scott híres filmjében, a 2005-ös Mennyei királyságban. Szibilla szerepét Eva Green játszotta el. A forgatókönyv szerint Szibilla és Guido kényszerházasságot kötött, és Szibilla beleszeret az Orlando Bloom által alakított Ibelin Balianba.

## Fordítás
- Ez a szócikk részben vagy egészben  a   Sibylla of Jerusalem című angol Wikipédia-szócikk ezen változatának fordításán alapul.  Az eredeti cikk szerkesztőit annak laptörténete sorolja fel. Ez a jelzés csupán a megfogalmazás eredetét és a szerzői jogokat jelzi, nem szolgál a cikkben szereplő információk forrásmegjelöléseként.